# Anton Pliesnoi
Anton Pliesnoi –en ucraniano, Антон Плесной– (17 de septiembre de 1996) es un deportista ucraniano, nacionalizado georgiano, que compite en halterofilia.
Participó en los Juegos Olímpicos de Tokio 2020, obteniendo una medalla de bronce en la categoría de 96 kg. Ganó una medalla de bronce en el Campeonato Mundial de Halterofilia de 2019 y dos medallas en el Campeonato Europeo de Halterofilia, oro en 2021 y bronce en 2019.

## Palmarés internacional
| Representando a Georgia |                     |                   |           |
| Juegos Olímpicos        |                     |                   |           |
| Año                     | Lugar               | Medalla           | Categoría |
| 2020                    | Tokio (Japón)       | Medalla de bronce | 96 kg     |
| Campeonato Mundial      |                     |                   |           |
| Año                     | Lugar               | Medalla           | Categoría |
| 2019                    | Pattaya (Tailandia) | Medalla de bronce | 96 kg     |
| Campeonato Europeo      |                     |                   |           |
| Año                     | Lugar               | Medalla           | Categoría |
| 2019                    | Batumi (Georgia)    | Medalla de bronce | 96 kg     |
| 2021                    | Moscú (Rusia)       | Medalla de oro    | 96 kg     |